# Manuel Félix Ribeiro
Manuel Nunes Félix Ribeiro (Estremoz, 1 de Março de 1906 — Lisboa, 28 de Março de 1982) foi um investigador, gestor cultural, crítico de cinema e ensaísta português, responsável pela fundação da Cinemateca Portuguesa, da qual foi o seu primeiro diretor entre 1948 e 1980. 
A sala maior da Cinemateca Portuguesa, na sua sede em Lisboa, com capacidade para 227 lugares, tem o nome de Sala M. Félix Ribeiro.

## Biografia
Estudou inicialmente em Évora e, depois, no Liceu de Passos Manuel em Lisboa, onde foi aluno de desenho do cineasta Leitão de Barros. Licenciou em medicina na Universidade de Lisboa em 1932, mas nunca chegou a exercer a profissão de médico.
Desde muito cedo atraído pela Sétima Arte, o cinema vai ocupando a sua actividade intelectual de forma imperativa, fazendo Félix Ribeiro parte da plêiade de jovens que deram vida ao cinema português entre as duas guerras. Estreou-se como correspondente das revistas francesas Cinéma (1923) e Cinemagazine (1926-1928). Colaborador das revistas da especialidade Imagem, Kino e Animatógrafo, chefe de redacção das duas últimas, participou directamente na produção de alguns filmes, como Ver e Amar, de Chianca de Garcia (1930). 
Em 1935, é convidado por António Ferro para chefe da secção de cinema do recém-nascido Secretariado de Propaganda Nacional, o que faz que, de alguma forma, todo o cinema português passe pelas suas mãos. Data desta época a sua preocupação em recolher as cópias de filmes mais antigos, velhas máquinas, livros e revistas, cartazes, objectos e documentos relacionados com a história do cinema português, na intenção de um dia vir a construir uma verdadeira cinemateca. Em 1948, nasce a Cinemateca Nacional, e Félix Ribeiro é encarregado de a dirigir, no âmbito da Repartição de Cultura Popular, passando dez anos à frente dos trabalhos de investigação e recolha que se impunham. Finalmente, em 1958, abre ao público a Cinemateca Nacional, obra devida em grande parte ao seu mérito e paciente trabalho. 
Aos 70 anos de idade, viu o seu trabalho ser reconhecido pelos poderes públicos, na pessoa do Secretário de Estado da Cultura, David Mourão-Ferreira, que lhe permitiu continuar à frente da Cinemateca, e em 1980, quando a Cinemateca se separou do Instituto Português do Cinema, viu consagrada a sua actividade, sendo nomeado, pelo então Primeiro-Ministro Francisco de Sá Carneiro, Subdirector da Cinemateca Portuguesa. Os seus trabalhos históricos constituem leitura indispensável para a compreensão  da génese e evolução do cinema português. A 20 de agosto de 1980, foi agraciado com o grau de Comendador da Ordem Militar de Sant'Iago da Espada.
Casado com Maria Manuela Félix Ribeiro.

## Obra escrita
Obras principais: Panorama Histórico do Cinema Português, (1946); O Cinema Português antes do Sonoro, (1968); Adolfo Coelho e o Cinema Português Agrícola e de Ambiente Rural, (co-autoria com Alice G. Gamito e Fernando Duarte, 1972); Subsídios para a História do Documentário em Portugal, (1973); Invicta Filme: Uma Organização Modelar, (1973); Jorge Brum do Canto: Um Homem do Cinema Português, (1973); Louis Lumière – Vida e Obra de Um Inventor (1976) Os Mais Antigos Cinemas de Lisboa, 1896-1939, (1978); Le Cinema Muet, (1982); Filmes, Figuras e Factos da História do Cinema Português, 1896-1949, (edição póstuma, 1983).